# Macrianus Minor
Titus Fulvius Iunius Macrianus (? - 261), bekend als Macrianus Minor, was een Romeins usurpator (tegenkeizer).
Macrianus was de zoon van Macrianus Maior en diens verder onbekende vrouw van hoge afkomst. Na de gevangenname van Valerianus I door de Perzen in 260 werd de keizerstitel aangeboden aan Macrianus Maior, maar deze weigerde. Vervolgens werden Macrianus Minor en zijn broer Quietus tot keizer verheven. Er waren geen problemen, omdat Macrianus Maior de beschikking had over de schatkist van Valerianus, en omdat Balista, de prefect van de pretoriaanse garde die de Perzen had verslagen nadat Valerianus gevangen was genomen, hen steunde.
De kersverse keizers werden vanzelfsprekend niet in het westen van het rijk erkend, en moesten dus de strijd aangaan met Gallienus, de zoon van Valerianus die daar nog altijd regeerde. Macrianus maior en minor trokken daarom met het leger westwaarts, terwijl Balista en Quietus de situatie in het oosten regelden. In de herfst van 261 werden de Macriani verslagen in Illyricum door Aureolus of Domitianus en vermoord door hun eigen troepen. Quietus en Balista vluchtten naar Emesa, waar ze werden vermoord.